# برنتان
برنتان (بالفرنسية: Printemps) هو متجر ذو أقسام متنوعة يقع في «بولفار هوسمان» في العاصمة الفرنسية باريس.
يعتبر من أشهر معالم الحي ونقطة جذب للسواح. إشترت دولة قطر - عبر جهاز قطر للاستثمار - المحل سنة 2013 م بحوالي 1.6 مليار يورو، من مالكها السابق.